# 漢王洲際飯店
漢王洲際飯店位於高雄市鹽埕區七賢路上，為高雄市的三星級飯店之一。

## 週邊景點
- 愛河
- 壽山
- 前清打狗英國領事館
- 西子灣
- 國立中山大學

## 大眾運輸
- 高雄捷運
  - 橘線鹽埕埔站
  - 輕軌壽山公園站

## 外部連結
- 漢王洲際飯店 （页面存档备份，存于）
- 高雄漢王洲際飯店 臺灣旅宿網 （页面存档备份，存于）